# Эль-Морро (Гавана)
Эль-Морро (также Крепость волхвов; исп. Castillo de los Tres Reyes Magos del Morro) — колониальная крепость (форт), которая защищает вход в бухту Гаваны. Построена по проекту итальянского инженера Баттисты Антонелли. 
Название крепости отсылает к трём библейским волхвам. Другое название — Эль-Морро, что означает по-испански возвышенность, скалу, мыс, хорошо заметные с моря и, следовательно, являющиеся навигационным ориентиром. Такое же название носят крепости в Сантьяго-де-Куба и в Сан-Хуане (Пуэрто-Рико).
Форт расположен на скале на противоположной стороне гавани от Старой Гаваны, и с него открывается отличный вид на мили вокруг. Возведен испанцами в 1589 году, чтобы отражать британские нападения на Гавану. Впоследствии не раз перестраивался. В 1845 году над крепостной стеной был надстроен 25-метровый маяк, который по сей день служит вертикальной доминантой архитектурного ансамбля.
Боевое крещение крепость получила во время Семилетней войны, в 1762 году, когда ею командовал Луис Висенте де Веласко-и-Исла. В рамках британской экспедиции против Кубы войска лорда Албемарля высадились в бухте Кохимар к востоку от Гаваны и напали на крепость со стороны суши. Форт пал, когда британцы захватили один из бастионов. Когда британцы вернули остров Испании в 1763 году, для предотвращения повторения атак на Эль-Морро с суши была построена новая крепость Ла-Кабанья.
Внутри замка ныне располагается выставка, посвященная маякам Кубы (в Эль-Морро некогда располагалась школа для смотрителей маяков).
Пушки вокруг форта ныне проржавели, но стены хорошо сохранились. Форт имеет центральные казармы в четыре этажа и помещения коменданта порта и крепости. Мемориальная доска, посвящённая осаде Гаваны британцами в 1762 году, и небольшой мемориал находятся между двумя пороховыми складами в северо-восточном бастионе.

## Галерея

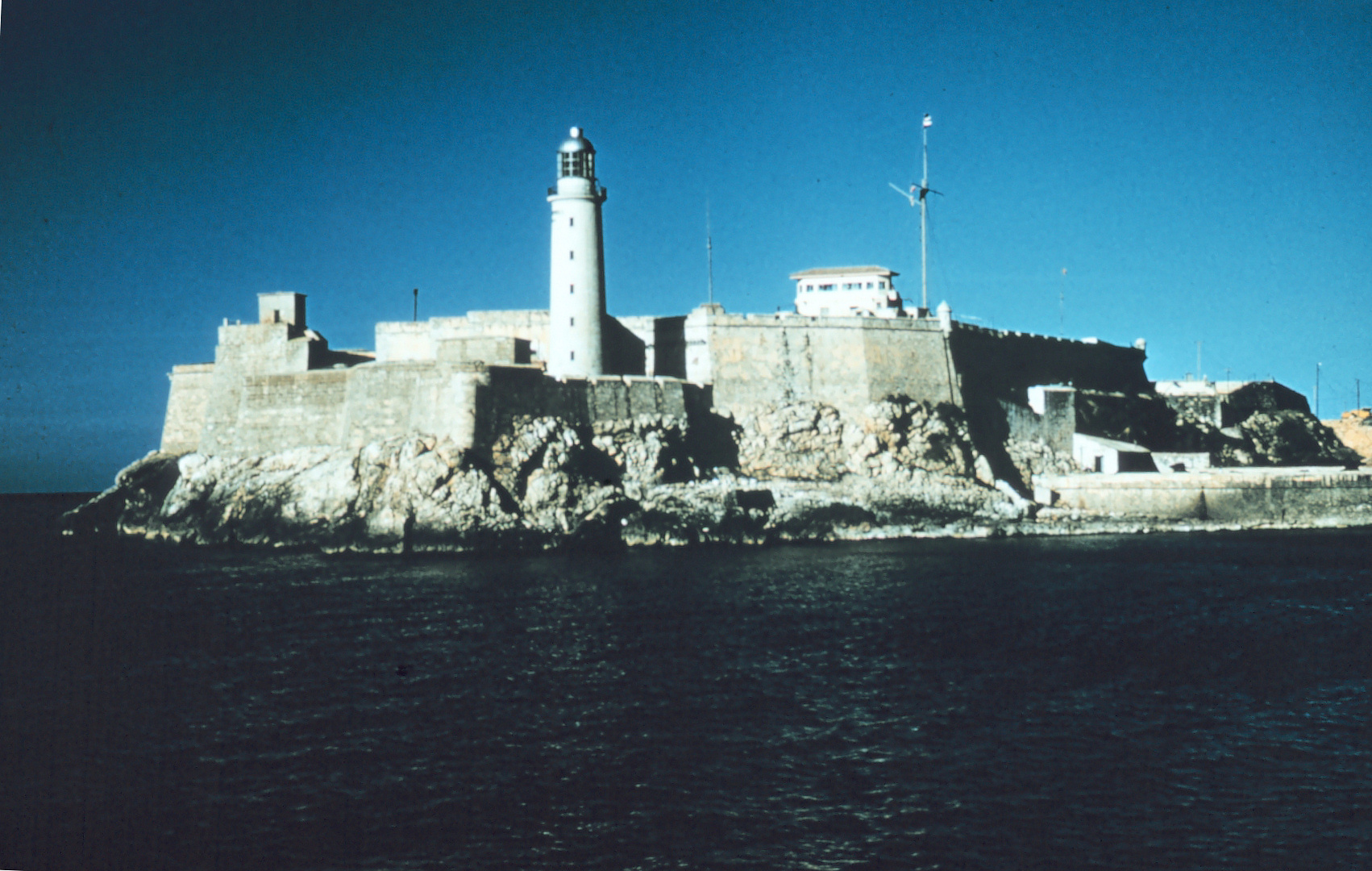
Замок волхвов
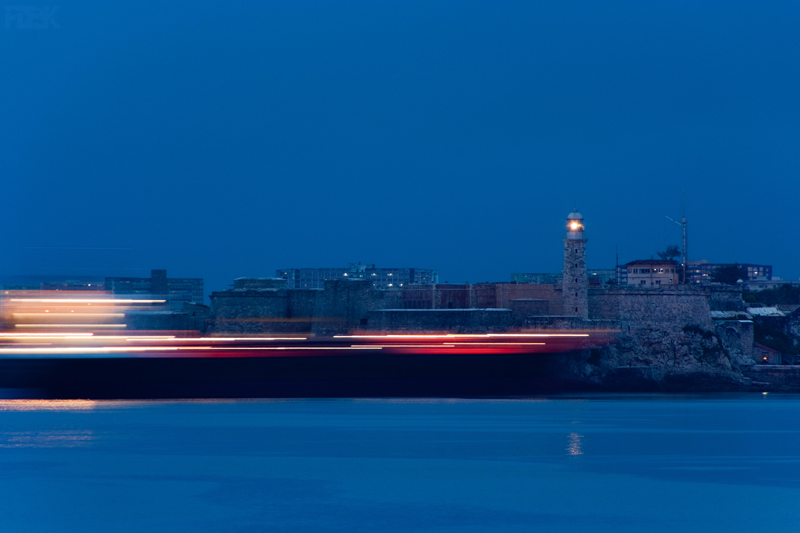
Вид замка
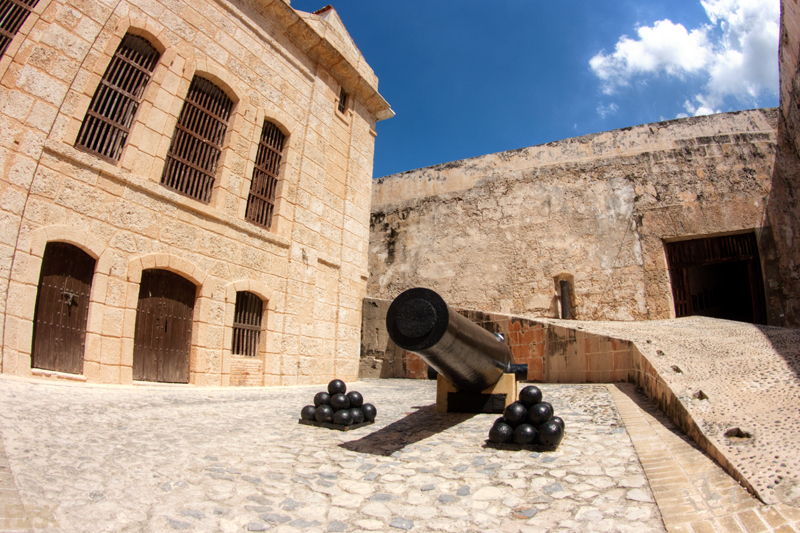
Внутри замка
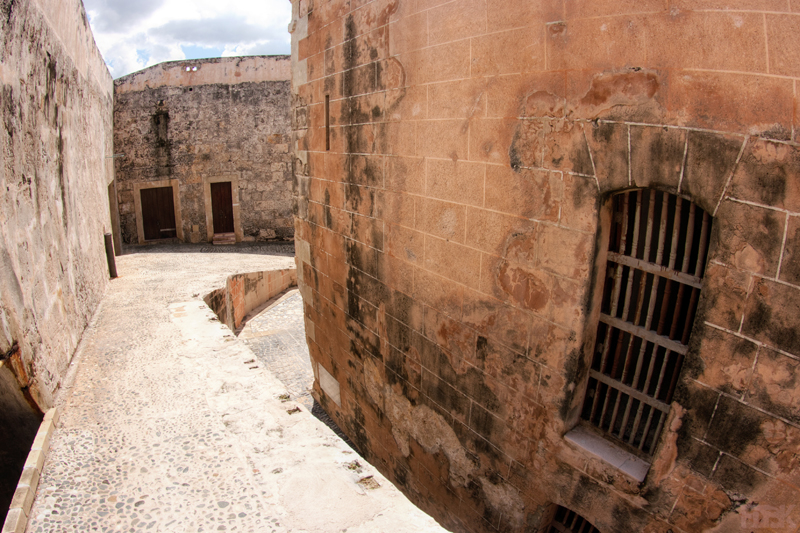
Внутри замка
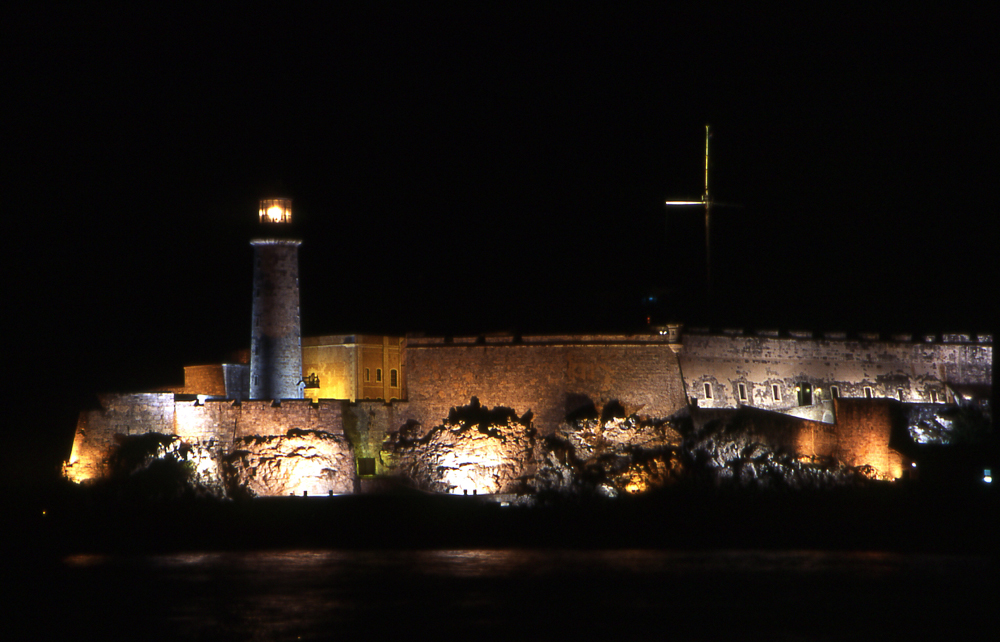
Замок волхвов ночью

## Культурные аллюзии
Замок волхвов можно увидеть за заднем плане на полотне Джона Синглтона Копли «Уотсон и акула» (1778).
Он также фигурирует в фильме «Охотники за привидениями» (1940): виден на заднем плане, когда Боб Хоуп и Полетт Годдар входят в гавань на корабле.
В замке находился в заключении кубинский поэт и романист Рейнальдо Аренас (1943-90). В экранизации автобиографии Аренаса «Пока не наступит ночь» (2000) (в главной роли — Хавьер Бардем) — есть сцены, снятые в Эль-Морро. Однако большая часть сцен в тюрьме снималась в Мексике, поскольку создатели фильма не смогли получить разрешение на съемку на Кубе.
Кубинский писатель Хосе Антонио Эчеверрия (1815-85) опубликовал свой единственный роман «Антонелли» (1839) в журнале La Cartera Cubana в трех частях. Исторический роман в традициях Вальтера Скотта описывает на фоне Эль-Морро любовный треугольник между инженером Антонелли, испанским солдатом и дочерью плантатора.